# Bayou I Township
Bayou I Township est un ancien township, situé dans le comté d'Ozark, dans le Missouri, aux États-Unis,.
Le township est baptisé en référence au cours d'eau Bayou Creek qui traverse le township.